# Dannes Coronel
Dannes Coronel (Naranjal, Provincia del Guayas, Ecuador; 24 de mayo de 1973-Naranjal, Ecuador; 7 de julio de 2020) fue un futbolista ecuatoriano que jugó de lateral derecho.

## Trayectoria
A finales de 1990 fue adquirido por el Emelec de Guayaquil. Ahí se dio  a conocer y se consagró como futbolista hasta llegar a la Selección ecuatoriana. Fue uno de los mejores laterales derechos de los últimos años que jugaron en Emelec. Con ese club quedó campeón en 1993 y 1994.
Su último año en Emelec fue en 1999. Al año siguiente fue prestado a El Nacional de Quito, donde se mantuvo hasta el 2003, año en que se fue al Deportivo Cuenca teniendo posteriormente también pasos por Barcelona y Macará.
Retirado desde 2005, Coronel falleció el 7 de julio de 2020 a los 47 años, víctima de un infarto agudo de miocardio.

## Selección nacional
Ha sido internacional con la Selección de fútbol de Ecuador en 27 ocasiones. Su debut fue el 24 de mayo de 1992 en un partido amistoso de visitante ante Guatemala.

### Participaciones enEliminatorias al Mundial
| Eliminatoria                          | Sede del Mundial       | Posición               | Resultado              | PJ | GA | Asis |
| ------------------------------------- | ---------------------- | ---------------------- | ---------------------- | -- | -- | ---- |
| Eliminatorias Mundial de USA 1994     | Estados Unidos         | 4°lugar 5pts Grupo B   | Eliminado              | 5  | 0  | 0    |
| Eliminatorias Mundial de Francia 1998 | Francia                | 6°lugar 21pts          | Eliminado              | 1  | 0  | 0    |
| Total en Eliminatorias                | Total en Eliminatorias | Total en Eliminatorias | Total en Eliminatorias | 6  | 0  | 0    |

### Participaciones enCopas América
| Torneo                 | Sede                   | Posición               | PJ | GA | Asis |
| ---------------------- | ---------------------- | ---------------------- | -- | -- | ---- |
| Copa América 1993      | Ecuador                | Cuarto lugar           | 0  | 0  | 0    |
| Copa América 1995      | Uruguay                | Fase de grupos         | 1  | 0  | 0    |
| Copa América 1999      | Paraguay               | Fase de grupos         | 1  | 0  | 0    |
| Total en Copas América | Total en Copas América | Total en Copas América | 2  | 0  | 0    |

## Clubes
| Club             | País    | Año       |
| ---------------- | ------- | --------- |
| Emelec           | Ecuador | 1991-1999 |
| El Nacional      | Ecuador | 2000-2002 |
| Deportivo Cuenca | Ecuador | 2003      |
| Barcelona        | Ecuador | 2004      |
| Macará           | Ecuador | 2005      |

## Palmarés
| Título                 | Club   | País    | Año  |
| ---------------------- | ------ | ------- | ---- |
| Campeonato Ecuatoriano | Emelec | Ecuador | 1993 |
| Campeonato Ecuatoriano | Emelec | Ecuador | 1994 |

### Campeonatos internacionales amistosos
| Título      | Selección            | País   | Año  |
| ----------- | -------------------- | ------ | ---- |
| Copa Canadá | Selección de Ecuador | Canadá | 1999 |